# Bradysia entraqueensis
Bradysia entraqueensis är en tvåvingeart som beskrevs av Werner Mohrig och Roschmann 1993. Bradysia entraqueensis ingår i släktet Bradysia och familjen sorgmyggor.
Artens utbredningsområde är Italien. Inga underarter finns listade i Catalogue of Life.